# Aldo Parisot
Aldo Simoes Parisot (né le 30 septembre 1918 - mort le 29 décembre 2018) est un violoncelliste et professeur de violoncelle américain d'origine brésilienne. Il a d'abord été membre de la faculté de la Juilliard School, puis a été professeur de musique à l'École de musique de Yale pendant soixante ans (de 1958 à juillet 2018). Il est connu pour sa musicalité unique, son tempérament et son jeu virtuose ainsi que pour ses capacités d'enseignement.

## Vie

### Enfance et formation
Né à Natal au Brésil, Parisot a commencé à étudier le violoncelle à l'âge de 7 ans avec son beau-père, Tomazzo Babini. De Babini, il a appris l'importance de jouer sans tension inutile, ce qu'il considère comme la base du reste de sa carrière. À l'âge de 12 ans, il fait ses débuts professionnels en tant que violoncelliste. Violoncelliste au sein de l'Orchestre symphonique brésilien à Rio de Janeiro. 

### Une rencontre décisive: Smith
Lors d'un concert où Parisot interprète le Double Concerto de Brahms avec le violoniste Ricardo Odnoposoff, Carleton Sprague Smith se rend dans les coulisses et invite le violoncelliste à assister à une soirée organisée pour Yehudi Menuhin. Smith est attaché à l'ambassade américaine. 
Lors de la fête, Smith a dit à Parisot qu'il s'arrangerait pour que Parisot étudie au Curtis Institute of Music avec Emanuel Feuermann. Cependant, le violoncelliste autrichien meurt de façon inattendue le 25 mai 1942, trois mois avant l'arrivée prévue de Parisot aux États-Unis. 
Quelque temps plus tard, Smith a de nouveau approché Parisot, cette fois avec une offre de poursuivre des études de théorie musicale et de musique de chambre à l'Université de Yale grâce à une bourse d'études. Il débute en 1946 avec Paul Hindemith comme professeur de théorie. Ils deviennent amis.
Cependant, après une dispute concernant une répétition manquée,  Parisot s'exclamant à Hindemith :  « Toi et ton orchestre pouvez aller en enfer ! ». Un représentant du syndicat étudiant lui a rendu visite et l'a averti qu'il pourrait être expulsé. Hindemith et Parisot ont rapidement résolu le malentendu.

### Carrière de soliste
À 26 ans, lors du début de ses études à Yale, il fait ses débuts aux États-Unis avec le Boston Symphony Orchestra au Tanglewood Music Festival. Il entame sa première tournée européenne l'année suivante, puis voyage en Amérique du Sud et passe par le Canada. Selon Margaret Campbell, dans son livre The Great Cellists , "Parisot était un brillant soliste, chambriste et professeur qui basait ses idées sur le jeu d' Emanuel Feuermann". 
Dans les années 1950, Parisot se produit dans de nombreux concerts en solo et joue de nombreux concertos avec orchestre. Il attache une attention toute particulière à la musique contemporaine ce qui explique ces multiples créations avec des compositeurs tels que Heitor Villa-Lobos, Camargo Guarnieri, Jose Siqueira, Quincy Porter, Mel Powell, Alvin Etler, Yehudi Wyner, Joan Panetti, Cláudio Santoro, Ezra Laderman ou Donald Martino. Villa-Lobos a composé son 2e concerto pour violoncelle pour Parisot puisque l'œuvre lui est dédiée. 
Parisot a joué avec des orchestres du monde entier : à ses débuts il joue avec le New York Philharmonic puis se dirige vers Amsterdam, Berlin, Chicago, Londres, Los Angeles, Munich, Paris, Pittsburgh, Rio de Janeiro, Stockholm, Vienne et Varsovie. 
Le violoncelliste a été dirigé par des chefs prestigieux tels que Leopold Stokowski, John Barbirolli, Pierre-Michel Le Conté, Leonard Bernstein, Eléazar de Carvalho, Zubin Mehta, Claude Monteux, Paul Paray, Victor de Sabata, Wolfgang Sawallisch, Paul Hindemith ou Heitor Villa-Lobos.  
De 1956 à 1996, Parisot a possédé le De Munck Stradivarius, un prestigieux violoncelle construit en 1730 par l'atelier d'Antonio Stradivari. 

### Le Yale Quartet
En parallèle de sa carrière de soliste international, Parisot est également membre du Yale Quartet avec Broadus Erle, Syoko Aki et Walter Trampler. 

### Enseignement
Parisot était réputé pour son enseignement, ayant occupé des postes au Peabody Conservatory, au Mannes College of Music, à la Juilliard School et au New England Conservatory en plus de son poste à Yale, qu'il a assumé en 1958 à juillet 2018. 
Au fil des années, ses étudiants ont eux aussi eu des carrières d'interprètes solo et certains sont devenus enseignants. Parmi ses anciens élèves les plus connus figurent Jesús Castro-Balbi, Shauna Rolston, Bion Tsang, Ralph Kirshbaum, Han-na Chang, Robert de Maine, Johann Sebastian Paetsch et Jian Wang. Selon Kirshbaum : "Parisot avait une technique de main gauche virtuose et était un grand enseignant. Il a aussi favorisé l'utilisation de mon imagination musicale dans un sens technique." 
Parisot a fondé un ensemble de violoncelles à Yale en 1983. De nombreux enregistrements ont été primés, dont l'un a reçu une nomination aux Grammy Awards.  
Parisot a officiellement pris sa retraite de Yale en juillet 2018, après avoir été le plus ancien membre du corps professoral de la Yale School of Music et également le plus ancien membre de la faculté de l'Université de Yale.  